# Classe Ikazuchi
La Classe Ikazuchi (雷型駆逐艦, Ikazuchigata kuchikukan) est une classe de six destroyers construits pour la Marine impériale japonaise par Yarrow Shipbuilders au Royaume-Uni.

## Contexte
Durant la Première Guerre sino-japonaise (1894-1895) , la marine japonaise s'est rendu compte de l'efficacité au combat des petits et rapides navires lance-torpilles contre de plus grands mais lents navires, équipés d'une artillerie navale peu précise et lente au rechargement.

Les navires de 3e classe Ikazuchi ont été les premiers destroyers achetés par la Marine impériale japonaise. Quatre ont été commandés au titre du budget de l'exercice 1896, et deux autres dans le cadre du budget de 1897. Tous ont été commandés aux chantiers navals Yarrow à Poplar, proche de Londres. Yarrow Shipbuiding a été considéré comme le meilleur constructeur de destroyers du monde et de petits navires de guerre.

## Conception
La conception des destroyers de classe Ikazuchi classe a été basée sur les quatre cheminées "Thirty Knotters" de la Classe B (1913) de la Royal Navy.
Tous les navires avaient un pont type flush deck ou en dos de tortue (turtleback) permettant au gaillard d'avant d'être protégé des éclaboussures des vagues. Le pont avant et la plate-forme d'artillerie sont peu élevés au-dessus de l'arc.

Les navires ont été alimentés par des moteurs à vapeur à triples extension avec des chaudières à tubes d'eau. Le canon de 76 mm est monté dans un " kiosque à musique " sur le gaillard d'avant, les cinq canons Hotchkiss de 57 mm étaient répartis (deux devant la tourelle de commandement, deux entre les cheminées et un sur le gaillard d'arrière avec les deux tubes simples pour les torpilles).

## Service
Les six destroyers de classe Ikazuchi sont arrivés au Japon à temps pour être utilisé au cours de la révolte des Boxers (1899-1901) pour patrouiller sur la côte de la Chine côte et pour couvrir les débarquements de troupes terrestres japonaises.

Le Niji a été perdu dans un accident au large de la péninsule du Shandong le 3 août 1900, et les cinq navires restants ont combattu lors de la Guerre russo-japonaise de 1904-1905.
Le 28 mai 1905, deuxième jour de la bataille de Tsushima, le Sazanami, commandé par le capitaine de corvette Aiba, reçut la reddition du torpilleur russe Bedovy et y captura l'amiral Rojestvensky, grièvement blessé.
Après la fin de la guerre russo-japonaise, le Inazuma a été perdu dans une collision avec un navire marchand au large de Hakodate, proche de Hokkaidō le 16 décembre 1909.

Le 28 août 1912, les quatre navires survivants ont été reclassés comme des destroyers de troisième classe, et retirés du service de combat en première ligne.
Les Akebono et Oboro ont repris du service pendant la Première Guerre mondiale dans le cadre du détachement japonais dans la bataille de Tsingtao, et de l'invasion des possessions coloniales allemandes en Océanie.

Ils ont été maintenus en service jusqu'au 1er avril 1921, puis transformés en dragueur de mines auxiliaire et démolis en 1925.
L' Ikazuchi a subi l'explosion d'une chaudière au port d'Ominato port en raison de la fatigue du métal dans son moteur il a été radié le 9 octobre 1912. Le Sazanami a également été retiré du service.

## Les unités
| Nom      | Quille             | Lancement        | Service           | Fin de carrière |
| -------- | ------------------ | ---------------- | ----------------- | --------------- |
| Ikazuchi | 1er septembre 1897 | 15 novembre 1898 | 23 février 1899   | détruit en 1914 |
| Inazuma  | 1er novembre 1897  | 28 janvier 1899  | 25 avril 1899     | détruit en 1910 |
| Niji     | 1er janvier 1899   | 22 juin 1899     | 29 juillet 1899   | détruit en 1901 |
| Akebono  | 1er février 1898   | 25 avril 1899    | 3 juillet 1899    | détruit en 1925 |
| Oboro    | 1er janvier 1899   | 5 octobre 1899   | 1er novembre 1899 | détruit en 1926 |
| Sazanami | 1er juin 1897      | 8 août 1899      | 28 août 1899      | retiré en 1913  |